# دوري تونغا لكرة القدم 2013
دوري تونغا لكرة القدم 2013 هو الموسم 22 من دوري تونغا لكرة القدم. كان عدد الأندية المشاركة فيه 4، وفاز فيه Lotohaʻapai United ‏.